# Bride of Vengeance
Bride of Vengeance (bra: O Veneno dos Bórgias; prt: Lucrécia Bórgia) é um filme estadunidense de 1949, do gênero drama histórico, dirigido por Mitchell Leisen e estrelado por Paulette Goddard e John Lund. Produção bem cuidada, não fez sucesso na época do lançamento, porém tornou-se cult entre os colecionadores. O filme ressente-se do elenco, quase todo mal escalado, e do roteiro, com seus diálogos teatrais. O principal papel masculino foi oferecido a Ray Milland, que o recusou, daí a contratação de Lund.

## Sinopse
Itália, alvorecer do século XVI. César Bórgia, príncipe da Romanha, pretende conquistar Veneza, mas o pequeno ducado de Ferrara fica entre os dois reinos, o que atrapalha seus movimentos. César, então, mata o marido de sua irmã Lucrécia e põe a culpa no Duque Afonso d´Este, governante de Ferrara. Para se vingar, a cruel Lucrécia casa-se com o duque com o intuito de envenená-lo. Todavia, eles se apaixonam…

## Elenco
| Ator/Atriz       | Personagem                  |
| ---------------- | --------------------------- |
| Paulette Goddard | Lucrécia Bórgia             |
| John Lund        | Afonso d'Este               |
| Macdonald Carey  | César Bórgia                |
| Albert Dekker    | Vanetti                     |
| John Sutton      | Príncipe Afonso de Biscegli |
| Raymond Burr     | Michelotto                  |
| Charles Dayton   | Bastino                     |
| Donald Randolph  | Ticiano                     |
| Rose Hobart      | Lady Eleanora               |
| Nicholas Joy     | Chamberlain                 |
| Anthony Caruso   | Capitão da guarda           |
| Kirk Alyn        | Guarda (não-creditado)      |